# Cratognathus
Cratognathus is een geslacht van kevers uit de familie van de loopkevers (Carabidae). De wetenschappelijke naam van het geslacht is voor het eerst geldig gepubliceerd in 1829 door Dejean.

## Soorten
Het geslacht Cratognathus omvat de volgende soorten:
- Cratognathus alluaudi Basilewsky, 1946
- Cratognathus capensis Castelnau, 1835
- Cratognathus grandiceps Boheman, 1860
- Cratognathus mandibularis Dejaen, 1829
- Cratognathus straneoi Basilewsky, 1948